# Международный фестиваль поэзии и народной песни в Пангкоре
Международный фестиваль поэзии и народной песни в Пангкоре (малайск. Festival Puisi & Lagu Rakyat Antarabangsa di Pangkor) – одно из значительных международных мероприятий в Малайзии, привлекающее  внимание международного сообщества поэтов.
Фестиваль  проводится  с 2010 г. ежегодно, обычно в первую половину декабря, на о-ве Пангкор (штат Перак). Инициатором является писатель и поэт Малим Гозали ПК, а учредителями - Институт Дуруль Ризуан и Фонд Культурного комплекса Малима при поддержке правительства штата Перак и  Совета по языку и литературе Малайзии.  
На фестивале проводятся презентации книг местных авторов, форумы об актуальных проблемах литературной жизни (например, «Роль искусства в гармонизации жизни общества»), конкурсы на лучшее стихотворение, вечера традиционной поэзии, в частности, пантуна. В рамках фестиваля производится также  вручение литературных премий Перака . 
Фестиваль приобретает всё большую популярность. В последние годы в нем участвует  до 200-250 человек из 15-20 стран  (в 2012 году – из шести стран).  Этому, в частности, способствовало проведение в 2013 г. в рамках фестиваля 33-го Всемирного съезда поэтов (World Congress of Poets). Среди стран, которые чаще всего представлены на фестивале, - Сингапур, Таиланд, Бруней, Индонезия, Турция, Монголия, Китай, Индия, Япония, Аргентина, Франция, Тайвань, Испания, Мексика, Германия, США. Неоднократно выступал на фестивале известный малайзийский фольклорный музыкальный оркестр "Анак Каян". 